# Ałła Jakowlewa
Ałła Aleksandrowna Jakowlewa (ros. Алла Александровна Яковлева, ur. 12 lipca 1963 w Porchowie) – radziecka kolarka szosowa, trzykrotna medalistka szosowych mistrzostw świata.

## Kariera
Pierwszy sukces w karierze Ałła Jakowlewa osiągnęła w 1986 roku, kiedy zdobyła brązowy medal w wyścigu ze startu wspólnego podczas mistrzostw świata w Colorado Springs. W zawodach tych wyprzedziły ją jedynie Francuzka Jeannie Longo oraz reprezentantka gospodarzy Janelle Parks. Na rozgrywanych rok później mistrzostwach świata w Villach wspólnie z Nadieżdą Kibardiną, Lubow Pugowicznikową i Tamarą Polakową zdobyła złoty medal w drużynowej jeździe na czas. W tej samej konkurencji reprezentantki ZSRR z Jakowlewą w składzie zdobyły srebrny medal na mistrzostwach świata w Ronse w 1988 roku. W tym samym roku wystartowała także w wyścigu ze startu wspólnego podczas igrzysk olimpijskich w Seulu, kończąc rywalizację na 34. pozycji.